# لری نانس جونیور
لری نانس  (انگلیسی: Larry Nance Jr.؛ زادهٔ ۱ ژانویهٔ ۱۹۹۳) یک بازیکن بسکتبال اهل ایالات متحده آمریکا است. از باشگاه‌هایی که در آن بازی کرده‌است می‌توان به لس آنجلس لیکرز اشاره کرد.

## پیوند بیرون
- Larrydn22 لری نانس جونیور در توییتر